# Eduardo Camus
Eduardo Camus Fernández (Valparaíso, Chile) fue un futbolista chileno. Jugó de lateral izquierdo. 

## Trayectoria
Su primer club fue Badminton, en el cual debutó el año 1931 y 16 años después en 1947 se retiró terminando su carrera activa en Green Cross. El año 1944 no jugó por lesiones de cuidado, de observación y tratamientos médicos, productos de una caída ecuestre.
Sus 9 años en Colo-Colo entre 1935 y 1943, fueron los mejores. Entre sus características se le calificó como imperturbable, juego suave, tácticamente de excelente ubicación y exacto en el tiempo de intervención, por lo cual nunca necesitó un despliegue esforzado, pareciendo que todo lo que hacía era fácil.

## Clubes
| Club        | País  | Año         |
| ----------- | ----- | ----------- |
| Badminton   | Chile | 1931 – 1934 |
| Colo-Colo   | Chile | 1935 – 1943 |
| Green Cross | Chile | 1945 – 1947 |

## Palmarés

### Campeonatos nacionales
| Título                        | Club      | País  | Año  |
| ----------------------------- | --------- | ----- | ---- |
| Campeonato Nacional de Clubes | Colo-Colo | Chile | 1936 |
| Copa de Campeones             | Colo-Colo | Chile | 1937 |
| Primera División              | Colo-Colo | Chile | 1937 |
| Campeonato de Apertura        | Colo-Colo | Chile | 1938 |
| Primera División              | Colo-Colo | Chile | 1939 |
| Primera División              | Colo-Colo | Chile | 1941 |